# Динамо (Мігельгенс)
СК «Дина́мо» Мігельгенс (порт. Dínamo Miguelense Esporte Clube) — бразильський футбольний клуб із міста Сан-Мігель-дус-Кампус, заснований у 1978 році. Виступає у чемпіонаті штату Алагоас. Домашні матчі приймає на стадіоні «Маноель Феррейра», місткістю 15 000 глядачів.
Клуб заснований 1978 року у Масейо як СК «Динамо». Згодом злився з СК «Мігельгенс», після чого отримав сучасну комбіновану назву. 